# 카브레라밭쥐
카브레라밭쥐(Microtus cabrerae)는 밭쥐속에 속하는 설치류의 일종이다. 스페인과 포르투갈의 토착종이다. 종소명과 일반명은 마드리드 국립자연사박물관에서 일한 카브레라(Ángel Cabrera)의 이름에서 유래했다.